# Dajr Tarif
Dajr Tarif (arab. دير طريف) – nieistniejąca już arabska wieś, która była położona w Dystrykcie Ramli w Mandacie Palestyny. Wieś została wyludniona i zniszczona podczas I wojny izraelsko-arabskiej, po ataku Sił Obronnych Izraela w nocy z 9 na 10 lipca 1948.

## Położenie
Dajr Tarif leżała na wschodnim krańcu nadmorskiej równiny Szaron. Według danych z 1945 do wsi należały ziemie o powierzchni 8 756 ha. We wsi mieszkało wówczas 1 750 osób.
| własność gruntów | powierzchnia gruntów (hektary) |
| ---------------- | ------------------------------ |
| Arabowie         | 8 338                          |
| Żydzi            | 0                              |
| publiczne        | 418                            |
| Razem            | 8 756                          |

| Rodzaj użytkowanych gruntów | Arabowie (hektary) | Żydzi (hektary) |
| --------------------------- | ------------------ | --------------- |
| uprawy cytrusów             | 1410               | 0               |
| uprawy oliwek               | 714                | 0               |
| uprawy nawadniane           | 486                | 0               |
| uprawy zbóż                 | 5 989              | 0               |
| nieużytki                   | 820                | 0               |
| zabudowane                  | 51                 | 0               |

## Historia
W czasach rzymskich istniała tutaj osada nazywana Bethariph.
W okresie panowania Brytyjczyków Dajr Tarif była średniej wielkości wsią. We wsi znajdował się jeden meczet. W 1920 utworzono szkołę podstawową, do której w 1947 uczęszczało 171 uczniów.
Decyzją rezolucji Zgromadzenia Ogólnego ONZ nr 181 z 29 listopada 1947, wieś Dajr Tarif miała znajdować się w państwie arabskim w Palestynie. Na początku I wojny izraelsko-arabskiej w maju 1948 wieś zajęły arabskie milicje, które atakowały żydowską komunikację w okolicy. Następnie do wsi wkroczyli żołnierze jordańskiego Legionu Arabskiego. Na samym początku operacji Danny w nocy z 9 na 10 lipca 1948 wieś zajęli izraelscy żołnierze. Zmusili oni wszystkich mieszkańców do opuszczenia wioski, a domy wysadzili.

## Miejsce obecnie
Na gruntach należących do Dajr Tarif powstał w 1951 moszaw Bet Arif, a następnie w 1991 miasteczko Szoham.
Palestyński historyk Walid Chalidi, tak opisał pozostałości wioski Dajr Tarif: „Teren jest pokryty szczątkami zniszczonych domów ... Zachował się budynek szkoły”.